# تیم ملی فوتبال زنان چکسلواکی
تیم ملی فوتبال زنان چکسلواکی نمایندهٔ فوتبال زنان کشور چکسلواکی بود. این تیم در سال ۱۹۶۸ و در قلب بهار پراگ تأسیس شد و آن را به عنوان یکی از تیم‌های پیشگام در عرصهٔ فوتبال ملی زنان مطرح کرد. این تیم در پایان سال ۱۹۹۲ میلادی و با انحلال کشور چکسلواکی منحل گشت و منجر به تشکیل تیم‌های مستقل چک و اسلواکی شد.